# Осада Ивангорода (1496)
Осада Ивангорода — событие русско-шведской войны 1495—1497 годов. Крупное шведское войско, прибывшее с моря на 70 кораблях, неожиданно осадило нововозведённую небольшую Ивангородскую крепость и после нескольких дней осады взяло её.

## Предыстория
В первом году русско-шведской войны войско Ивана III ходило под Выборг, однако осада не увенчалась успехом и русские воины отступили, ограничившись разорением округи. Однако уже зимой 1496 года русские во главе с князем Василием Патрикеевым Косым, обойдя Выборг, совершили поход в южную Финляндию, разорив её вплоть до Турку на побережье Ботнического залива. В конце весны в северную и центральную Финляндию вторглось войско под руководством князей Ивана Фёдоровича и Петра Фёдоровича Ушатых, пришедшее из устья Северной Двины. Оно также смогло разорить много городов и благополучно вернулось назад.
Поскольку шведский правитель Стен Стуре не мог организовать сопротивление в Финляндии, он решил нанести русским неожиданный удар на их территории. На руку шведам сыграло то обстоятельство, что Иван III, пребывавший в Новгороде, отбыл в Москву в связи c обострением ситуации в Казани, где правил московский ставленник Мухаммед-Амин.

## Ход осады
Войдя со своим флотом в устье реки Нарвы, шведы высадились близ Ивангорода и осадили его. Для немногочисленного гарнизона новой крепости во главе с князем Юрием Бабичевым это стало полной неожиданностью. Несколько сот защитников крепости храбро оборонялись против многотысячного шведского войска «с пушками и пищальми», которое принялось обстреливать крепость зажигательными ядрами. Однако в решающий момент Бабичев сбежал из крепости, оставив её обитателей, которым не хватало «запасу ратного», на произвол судьбы. Отмечается также, что стоявшие близ осаждённого города воеводы Иван Брюхо и Иван Гундор не решились прийти крепости на помощь.
В конечном итоге шведам удалось ворваться в крепость, где они устроили резню её обитателей, включая женщин и детей (около 3 тысяч человек). Небольшая часть ивангородцев была уведена в плен. Шведы разграбили всё имущество крепости и подожгли строения.

## Последствия

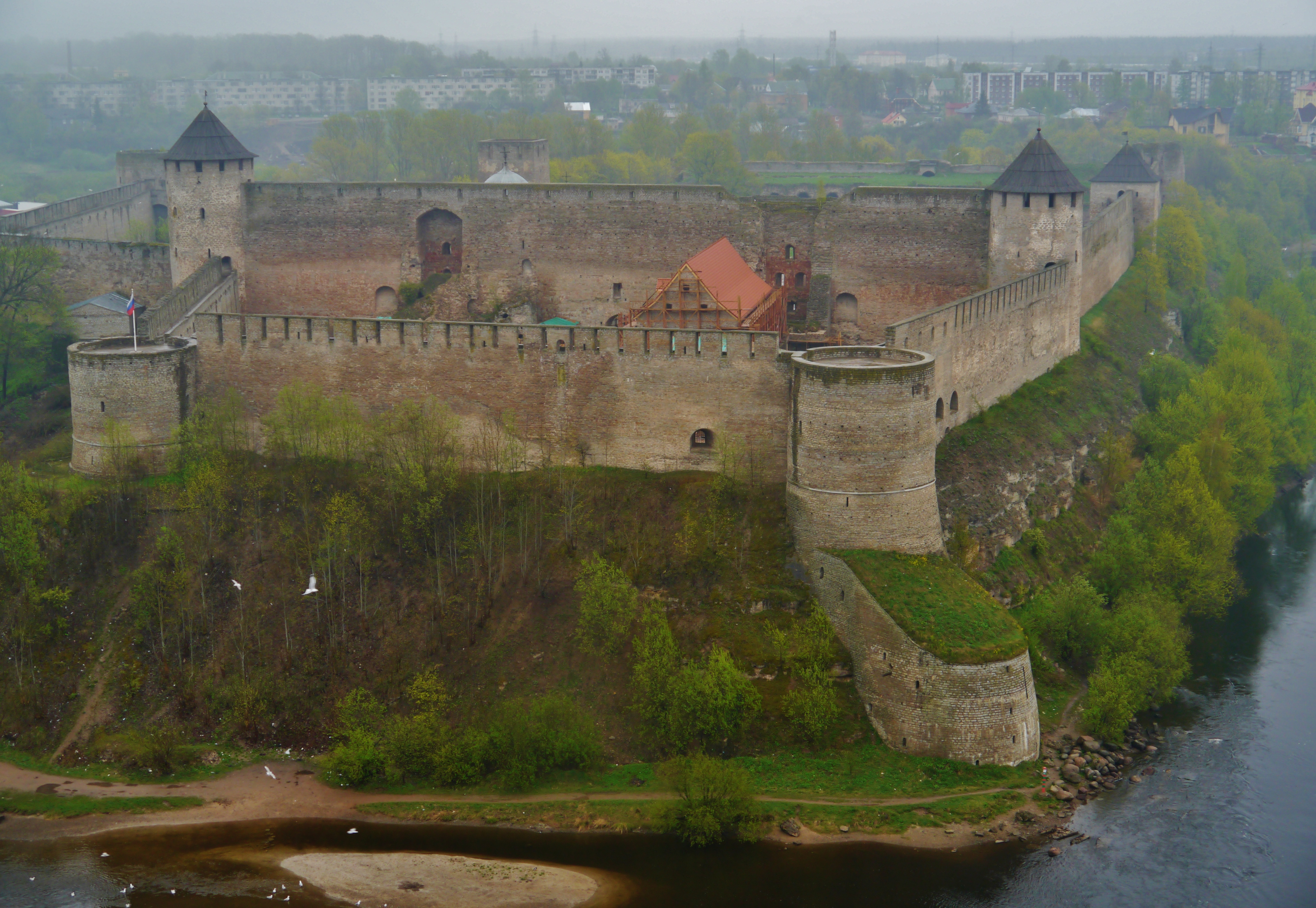
Вид Ивангородской крепости сегодня

Полагая, что крепость им не удержать, шведы приняли решение поспешно покинуть её, тем более что из Пскова к ней приближалось крупное войско во главе с князем Александром Владимировичем Ростовским. Магистр Ливонского ордена Вальтер фон Плеттенберг, которому было сделано предложение перенять крепость, от этого отказался, видимо по тем же причинам. Крепость вновь оказалась в русских руках и была впоследствии восстановлена и значительно расширена. Таким образом, разгром Ивангорода остался яркой, но, в сущности, бесплодной победой шведского оружия.
В качестве одной из причин поражения историк Ю. Г. Алексеев называет конструктивные недостатки крепости, которая была ещё не достроена и не имела фланкирующих бойниц с юго-восточной стороны, с которой высадился шведский десант. Сыграло свою роль отсутствие флота, способного прикрыть крепость с моря. Отмечается, что создание такого флота входило в планы Ивана III, но на данном этапе ещё не было начато.